# Owen Gene
Owen Gene (Nanterre, 19 marzo 2003) è un calciatore francese, difensore o centrocampista del Minnesota Utd.

## Caratteristiche tecniche
Gioca come terzino sinistro o centrocampista centrale.

## Carriera

### Club
Gene è cresciuto nel settore giovanile dell'Amiens, dove è arrivato nel 2015 dal Versailles. Il 22 giugno 2021 ha firmato il suo primo contratto professionistico ed il 13 novembre dello stesso anno ha esordito in prima squadra nell'incontro di Coppa di Francia vinto 5-0 contro l'Anzin-Saint-Aubin. Il 20 novembre ha debuttato anche in Ligue 2 nel match pareggiato 1-1 contro il Le Havre ed una settimana dopo ha segnato il suo primo gol in carriera, nella trasferta vinta 4-1 contro il Cambrai.
Il 21 gennaio 2024 ha prolungato il suo contratto fino al 2027.

### Nazionale
Nel 2023 è stato convocato per la prima volta dalla nazionale Under-20 francese.

## Statistiche

### Presenze e reti nei club
Statistiche aggiornate al 25 febbraio 2024.
| Stagione        | Squadra         | Campionato      | Campionato | Campionato | Coppe nazionali | Coppe nazionali | Coppe nazionali | Coppe continentali | Coppe continentali | Coppe continentali | Altre coppe | Altre coppe | Altre coppe | Totale | Totale | Totale |
| Stagione        | Squadra         | Comp            | Pres       | Reti       | Comp            | Pres            | Reti            | Comp               | Pres               | Reti               | Comp        | Pres        | Reti        | Pres   | Reti   |        |
| --------------- | --------------- | --------------- | ---------- | ---------- | --------------- | --------------- | --------------- | ------------------ | ------------------ | ------------------ | ----------- | ----------- | ----------- | ------ | ------ | ------ |
| 2020-2021       | Amiens 2        | N3              | 1          | 0          |                 | -               | -               |                    | -                  | -                  |             | -           | -           | 1      | 0      |        |
| 2021-2022       | Amiens 2        | N3              | 7          | 0          |                 | -               | -               |                    | -                  | -                  |             | -           | -           | 7      | 0      |        |
| 2022-2023       | Amiens 2        | N3              | 6          | 0          |                 | -               | -               |                    | -                  | -                  |             | -           | -           | 6      | 0      |        |
| 2021-2022       | Amiens          | L2              | 20         | 0          | CF              | 4               | 1               |                    | -                  | -                  |             | -           | -           | 24     | 1      |        |
| 2022-2023       | Amiens          | L2              | 24         | 0          | CF              | 3               | 0               |                    | -                  | -                  |             | -           | -           | 27     | 0      |        |
| 2023-2024       | Amiens          | L2              | 22         | 0          | CF              | 3               | 0               |                    | -                  | -                  |             | -           | -           | 25     | 0      |        |
| Totale carriera | Totale carriera | Totale carriera | 80         | 0          |                 | 10              | 1               |                    | -                  | -                  |             | -           | -           | 90     | 1      |        |